# Emirado de Jabal Xamar
```
   |-
       |
Erro:
:  
valor não especificado para "
nome_comum
"

   [[Categoria:Estados extintos da Ásia|Emirado de Jabal Xamar
em 
árabe
: 
إمارة جبل شمر
, 1836]]
```

O Emirado de Jabal Xamar (em árabe: إمارة جبل شمر), também conhecido como o Emirado de Hail (em árabe: إمارة حائل) ou o Emirado da Casa de Raxide (em árabe: إمارة آل رشيد), era um estado na região de Négede na Arábia, existente a partir de meados do século XIX até 1921. Jabal Xamar em Inglês é traduzido como a "Montanha do Xamar". A capital de Jabal Xamar era Hail. Foi liderado por uma monarquia da Casa de Raxide. Incluía partes da atual Arábia Saudita, Iraque e Jordânia.

## História
O Emirado de Jabal Xamar foi estabelecido em 1836 e passou a maior parte de sua existência numa disputa com a Casa de Saud sobre o controle do Négede. Os Raxidis, governantes de Jabal Xamar, conseguiram expulsar os sauditas de Riade em 1891, após a Batalha de Mulayda. Isto resultou na abolição do Segundo Estado Saudita, o Emirado de Négede, e incorporação de seu território em Jabal Xamar.
Como os sauditas estavam fora do quadro, exilados na Líbia, a Casa de Raxide procurou laços amistosos com o Império Otomano ao norte. Essa aliança tornou-se cada vez menos lucrativa no decorrer do século XIX, quando os otomanos perderam influência e legitimidade.
Em 1902, Abdalazize ibne Saúde conseguiu recapturar Riade para a Casa de Saud e iniciou uma campanha para reconquistar a região - uma campanha que se revelou um grande sucesso para os sauditas. Após vários confrontos, os Raxidis e os Sauditas iniciaram uma guerra em grande escala sobre a região de Qasim, que resultou em uma dolorosa derrota para os Raxidis e a morte do emir de Raxide, Abedalazize ibne Mutibe.

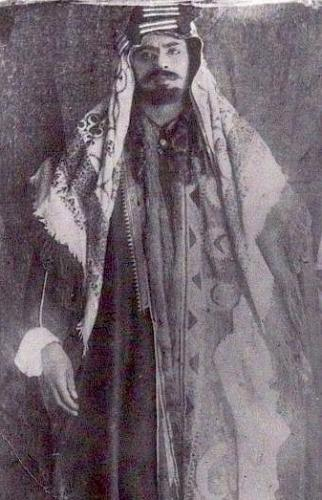
Uma fotografia de Abedalazize ibne Mutibe, apelidado de "Aljanaza". o sexto Emir de Jabal Xamar

Após a morte do Emir, Jabal Xamar entrou gradualmente em declínio, sendo pressionado ainda mais com o desaparecimento de seu patrono na Primeira Guerra Mundial. Ibne Saúde, aliado ao Império Britânico como contrapeso ao apoio dos Otomanos a Jabal Xamar, emergiu mais forte depois da Primeira Guerra Mundial.
O Emirado de Jabal Xamar foi finalmente encerrado com a campanha saudita do final de 1921. O Emirado rendeu-se aos Sauditas em 2 de Novembro de 1921 e foi posteriormente incorporado ao Sultanato do Négede.

## Emires de Jabal Xamar

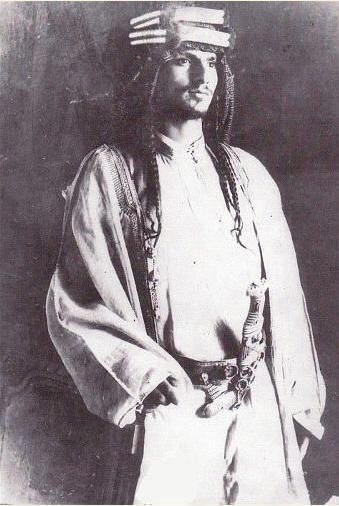
Fotografia de Saúde ibne Hamude, nono Emir de Jabal Xamar

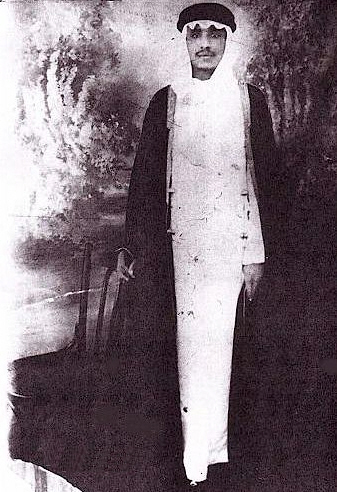
Fotografia antiga de Abedalá II ibne Mutibe II ibne Abedalazize ibne Mutibe I ibne Abedalazize I ibne Raxide, o 11.º Emir de Jabal Xamar

1. Abedalá (I) ibne Raxide (em árabe: عبدالله بن رشيد‎; 1836–48) Abedalá ibne Raxide chegou ao poder depois de liderar uma revolta (junto com seu irmão, o príncipe Ubaide Arraxide) contra o governante de Hail, Maomé ibne Ali, que era um membro da linhagem de Jafar Axamari. Como líder, Abedalá foi elogiado por trazer paz e estabilidade para o Hail e para a região circundante. Abedalá exigiu de seu irmão o príncipe ´Ubayd an ahd (pacto), segundo o qual a sucessão ao ofício de emir permaneceria na linha de Abedalá.
2. Ṭalāl ibne Abedalá (طلال بن عبدالله‎; 1848–68) O filho de Abedalá, Talal é lembrado por seu relativo liberalismo e interesse em construir projetos. Durante seu governo, o Palácio de Barzã em Hail foi concluído. Ele estabeleceu conexões comerciais regulares com o Iraque e expandiu a esfera de influência Raxidi:"Os habitantes de Kaseem, cansados da tirania uaabita, voltaram os olhos para Telal, que já havia dado um asilo generoso e inviolável aos numerosos exilados políticos daquele distrito. Ocorreram negociações secretas e, num momento favorável, toda a região montanhosa dessa província - depois de uma pratica que não é de fato peculiar na Arábia - anexou-se ao reino de Shommer por sufrágio universal e unânime ". (William Gifford Palgrave, 1865: 129.) Talal foi considerado relativamente tolerante em relação aos estrangeiros, incluindo os comerciantes em Hail: "Muitos desses comerciantes pertenciam à seita Xiita, odiados por alguns sunitas, duplamente odiados pelos uaabistas. Mas um Telal afetado por doença não percebeu as suas discrepâncias religiosas, e silenciou todos os murmúrios com marcas de favor especial para com esses mesmos dissidentes, e também pelas vantagens que a sua presença não demorou a criar na cidade ".. (William Gifford Palgrave 1865: 130.)  Na década de 1860, disputas internas na Casa de Saud permitiram que uma aliança Raxide / Otomana as expulsasse. Os Raxide ocuparam a capital Saudita de Riade em 1865 e forçou os líderes da Casa de Saud ao exílio. Talal morreu mais tarde num incidente de tiroteio que foi chamado de "misterioso". Charles Doughty, no seu livro Travels in Arabia Deserta, escreve que Talal cometeu suicídio. Talal deixou sete filhos, mas o mais velho, Bandar, tinha apenas 18 ou 20 anos quando o seu pai morreu.
3. Mutibe (I) ibne Abedalá (متعب بن عبدالله‎; 1868–69) Irmão mais novo de Talal, ele foi apoiado por membros mais antigos da família Raxide e pelos xeques das seções de Xamar. Depois de apenas um ano, ele foi baleado e morto no Palácio de Barzan pelo seu sobrinho e próximo emir, Bandar. A versão de Doughty dos acontecimentos é que Bandar e Badre, o segundo filho mais velho, dispararam uma bala de prata para matar o seu tio porque sabiam que ele usava um amuleto que o protegia contra o chumbo.
4. Bandar bin Ṭalāl (بندر بن طلال‎; 1869) Governou por um curto período de tempo antes de ser morto pelo seu tio, Maomé, o irmão de Mutaib. Bandar supostamente casou-se com a viúva do seu tio e teve um filho com ela.
5. Maomé (I) ibne Abedalá (محمد بن عبدالله‎; 1869–97). Um confronto fora de Hail com o seu sobrinho, o jovem Emir Bandar, terminou com Maomé matando Bandar. Maomé, em seguida, continuou a sua jornada para Hail e anunciou-se como o novo emir. A fim de evitar a possibilidade de vingança, Maomé deu ordens para a execução de todos os irmãos de Bandar (os filhos de Talal), os primos de Bandar (os filhos da irmã de Talal) e seus escravos e servos. Apenas um dos filhos de Talal, Naif, sobreviveu. Apesar do início pouco auspicioso, seu governo acabou sendo o mais longo da história da dinastia Raxide. O seu governo tornou-se "um período de estabilidade, expansão e prosperidade" (ref. P. 61, Al Raxide). Sua expansão atingiu Jaufe e Palmira ao norte e Taima e Caibar a oeste. Em 1891, após uma rebelião, Abderramão ibne Faiçal deixou Riade. A família Saudita, incluindo Abedalazize ibne Saúde, de dez anos, foi exilada no Kuwait.
6. Abedalazize ibne Mutibe (عبدالعزيز بن متعب‎; 1897–1906) Um filho de Mutaib, o terceiro emir, ele foi adotado por seu tio Maomé, o quinto emir, e criado para ser o seu herdeiro. Depois que Muhammad morreu de causas naturais, Abedalazize o sucedeu sem oposição. No entanto, o domínio de Raxide era inseguro, pois os seus aliados Otomanos eram impopulares e enfraquecidos. Em 1904, o jovem ibne Saúde, o futuro fundador da Arábia Saudita, retornou do exílio com uma pequena força e retomou Riade. Abedalazize morreu na Batalha de Rawdat Muhanna contra ibne Saúde em 1906.
7. Mutibe (II) ibne Abedalazize (متعب بن عبدالعزيز; 1906–07). Sucedeu seu pai como emir. No entanto, ele não foi capaz de ganhar o apoio de toda a família e, dentro de um ano, ele foi morto pelo Sultão ibne Hamude.
8. Sultão ibne Hamude (سلطان بن حمود; 1907–08). Neto de Ubaide (o irmão do primeiro emir), ele foi criticado porque ignorou o ahd (pacto) entre seu avô e o primeiro emir. Ele não teve sucesso em lutar contra ibne Saúde e foi morto pelos seus próprios irmãos.
9. Saúde (I) ibne Hamude (سعود بن حمود; 1908–10). Outro neto de Ubaide. Saúde foi morto pelos parentes maternos de Saúde ibne Abezalazize, o décimo emir.
10. Saúde (II) bin Abedalazize(سعود بن عبدالعزيز; 1910-2020). Um menino de 10 anos, quando ele foi feito emir, seus parentes maternos da família Assabã governaram como regentes em seu nome até que ele atingiu a maioridade, com base na constituição de Emara. Em 1920, ele foi assassinado por seu primo, Abedalá ibne Talal (irmão do 12º emir). Duas de suas viúvas casaram-se novamente: Nora bine Hamude Assabã tornou-se a oitava esposa de ibne Saúde e Fada binte Asi Axuraim da seção Abde da tribo Xamar tornou-se a nona esposa de ibne Saúde e mãe do Rei Abdullah da Arábia Saudita.
11. Abedalá (II) ibne Mutibe (عبدالله بن متعب; 1920–21; morreu em 1947). Filho do sétimo emir, ele rendeu-se a ibne Saúde em 1921, depois de ter chegado ao trono no ano anterior, aos treze anos.
12. Maomé (II) ibne Talal (محمد بن طلال; 1921; morreu em 1954). Um neto de Naife, o único filho sobrevivente de Talal, o segundo emir. A esposa de Maomé ibne Talal, Nura binte Sibã, casou-se com o rei Abedulazize depois que ele foi aprisionado por ele.[3]  Entregue a ibne Saúde. Uma das filhas de Maomé ibne Talal, Watfa, casou-se com o príncipe Muçaíde ibne Abedalazize Saúde, o décimo quinto filho de ibne Saúde. O príncipe Muçaíde e Watfa tornaram-se os pais do príncipe Faiçal ibne Muçaíde, o assassino do Rei Faiçal.[3]

## Economia
Historicamente, o emirado produzia alfafa.